# 誠恵高等学校
誠恵高等学校（せいけいこうとうがっこう）は、静岡県沼津市に所在する全日制普通科の私立高等学校。

## 沿革
- 1950年（昭和25年）9月1日 - 前身の富士服装学院（各種学校）開校（その後、沼津高等女子学院への改編等が行われる）
- 1960年（昭和35年）
  - 1月 - 学校法人沼津北学園認可。南校舎完成
  - 4月 - 現在地へ移転。沼津北高等学校（普通科・商業美術科・生活美術科）・中学校開校
- 1965年（昭和40年）4月 - 沼津北高等学校普通科に普通コース、進学コースを設置。商業美術科を普通科商業デザインコースに、生活美術科を普通科建築設計コースに改編
- 1978年（昭和53年）4月 - 体育館（旧・第二体育館）完成
- 1983年（昭和58年）4月 - 西校舎完成
- 1988年（昭和63年）3月 - 本館完成
- 1989年（平成元年）
  - 2月 - 第一体育館完成
  - 月不明 - 沼津北高等学校普通科の建築設計コースを廃止。沼津北高等学校普通科の商業デザインコースを芸術コースに改称
- 1991年（平成3年）
  - 沼津北高等学校普通科商業デザインコース及び普通科建築設計コースの最後の生徒が卒業
  - この年から毎年夏季に生徒が沼津御用邸記念公園の清掃をボランティアで行っている
- 1999年（平成11年）
  - 4月 - 学校法人を誠恵学院、学校名を誠恵高等学校に改称
  - 9月 - 雨天練習場完成
  - 月不明 - 野球部寮完成
- 2002年（平成14年）9月 - 全館冷暖房完備
- 2003年（平成15年） - 第3コンピュータ教室完成
- 2004年（平成16年）4月 - 普通科に情報処理コースを設置
- 2006年（平成18年）
  - 3月 - 新北館完成（取り壊し・建て替え・増築）
  - 7月 - 第4コンピュータ室完成
  - 8月 - 誠恵グランド取得
- 2013年（平成25年）3月 - 誠恵ホール完成（第二体育館新改築）
- 2024年（令和6年）4月 - 野球部 寮生の募集を停止

## 施設概要
- 校舎
  - 本館
    - 5階建て
    - 昇降口・第1-4コンピュータ室・職員室・事務室・保健室・視聴覚室・大会議室・小会議室・3階理科室・理科室 設置
    - 体育館・誠恵ホール 併設

  - 北館
    - 5階建て
    - 図書室・音楽室・第1-2美術室・食堂・調理実習室・陶芸室 設置

  - 西館
    - 4階建て
    - 野球部寮 設置
- 体育館
  - 1F
    - 主に 体育の授業・卓球場として使用
    - 剣道場・柔道場 設置

  - 2F
    - 主に 体育の授業・バスケコート・バレーコート・フットサルコートとして使用
- 誠恵ホール【講堂】
  - 主に 集会・バドミントンコートとして使用
  - 508席の移動観覧席を設置
- グラウンド（校舎北側）
- 野球部室内練習場（学校グラウンド内）
- 誠恵グラウンド【野球場】（学校外に設置。学校北側）
- テニスコート（学校外に設置。学校北西側）
- 誠恵菜園（学校外に設置。学校北側）

校舎内全ての教室に、空調（エアコン）を完備している。

## 設置学科

### 普通科
- A:普通コース（スタンダード）
  - 3年間 1日5時間授業
  - 2年生は日本史,3年生は世界史を履修
- C:進学コース（進学オプション）
  - 1・3年生 1日6時間,2年生 1日7時間授業
  - 2年生から文系（日本史・世界史）,理系（生物・物理）の4つから1つを選択
  - 3年生では文系（日本史・世界史・地理・公民）,理系（生物・物理・化学）から課題演習科目を1つを選択
- K:芸術コース（芸術オプション）
  - 1年生 1日7時間、2・3年生 1日6時間授業
  - 週8時間は専門授業
  - 2年生から陶芸専攻・絵画専攻・デザイン専攻から1つを選択
  - 2年生は日本史・世界史から1つを選択
  - 陶芸専攻では陶芸家の小割哲也が講師を務める
- J:情報処理コース（情報オプション）
  - 3年間 1日6時間授業
  - 週8時間は専門授業
  - 2年生は日本史・世界史から1つを選択

1年生は、スタンダードにオプションという形で1つ追加して履修することもできる。1年生の時に2・3年生のコースを選択して2年生より選択したコースになる（1年生と違うものを選択してもOK）

## 卒業後の進路
卒業生の約30%が四年制大学に進学、約20%が専門学校に進学、約40%が就職する。

## 行事
- 煌祭（文化祭）
- 凱祭（体育祭）
- 恵友祭
  - 体育の部（球技大会）
  - 文化の部
- 校外学習
  - 1年生 - 宿泊研修[1泊2日]
愛知県観光（熱田神宮・名古屋城・名古屋港水族館など）
  - 2年生 - 修学旅行[3泊4日]
広島・兵庫・大阪（ユニバーサル・スタジオ・ジャパン）など
  - 3年生 - 卒業旅行[1泊2日]
東京ディズニーリゾート・東京観光など

## 部活動

### 運動部
- 硬式野球
- バスケットボール
- バレーボール
- バドミントン
- フットサル
- テニス
- 陸上競技
- 卓球
- 総合
  - 剣道
  - 水泳
  - 自転車

### 文化部
- 美術
- 陶芸
- アウトドアライフ
- エンタメ
- eスポーツ

## クリエイティブ倶楽部
部活動とは別に週1〜2回程度少人数で活動する。部活動に加入していても参加できる。
- 英語/パフォーマンス
- 高校珈琲計画
- ボランティアグループ
- パソコン
- Webデザイン
- 歴史探究
- 筋トレ
- ボードゲーム囲碁棋士
- 写真広報クラブ
- ニュースポーツ（シュミレーションゴルフ）
- 軽音
- 吹奏楽,ウクレレ
- ビルド部
- 日本文化グループ
  - 詩歌クラブ
  - 手しごと
  - 女子服飾チーム
  - 男子服飾チーム
  - ダーツ
  - 喫茶和塾

## 委員会
- 学年委員会
- 生活委員会
- 整美委員会
- 図書委員会
- 保健体育委員会
- 文化,広報委員会
- 応援,選挙管理委員会

## アクセス
- 沼津駅北口より1.5km  徒歩で30分程度
- 沼津駅北口よりスクールバス（150円）で5分程度
- 沼津駅南口より路線バス（220円）で10分程度

## 著名な出身者
- 柿沼友哉：千葉ロッテマリーンズ